# Ariano nel Polesine
Ariano nel Polesine (Ariàn en dialecte de Ferrare) est une commune italienne de la province de Rovigo dans la région de la Vénétie en Italie.

## Géographie

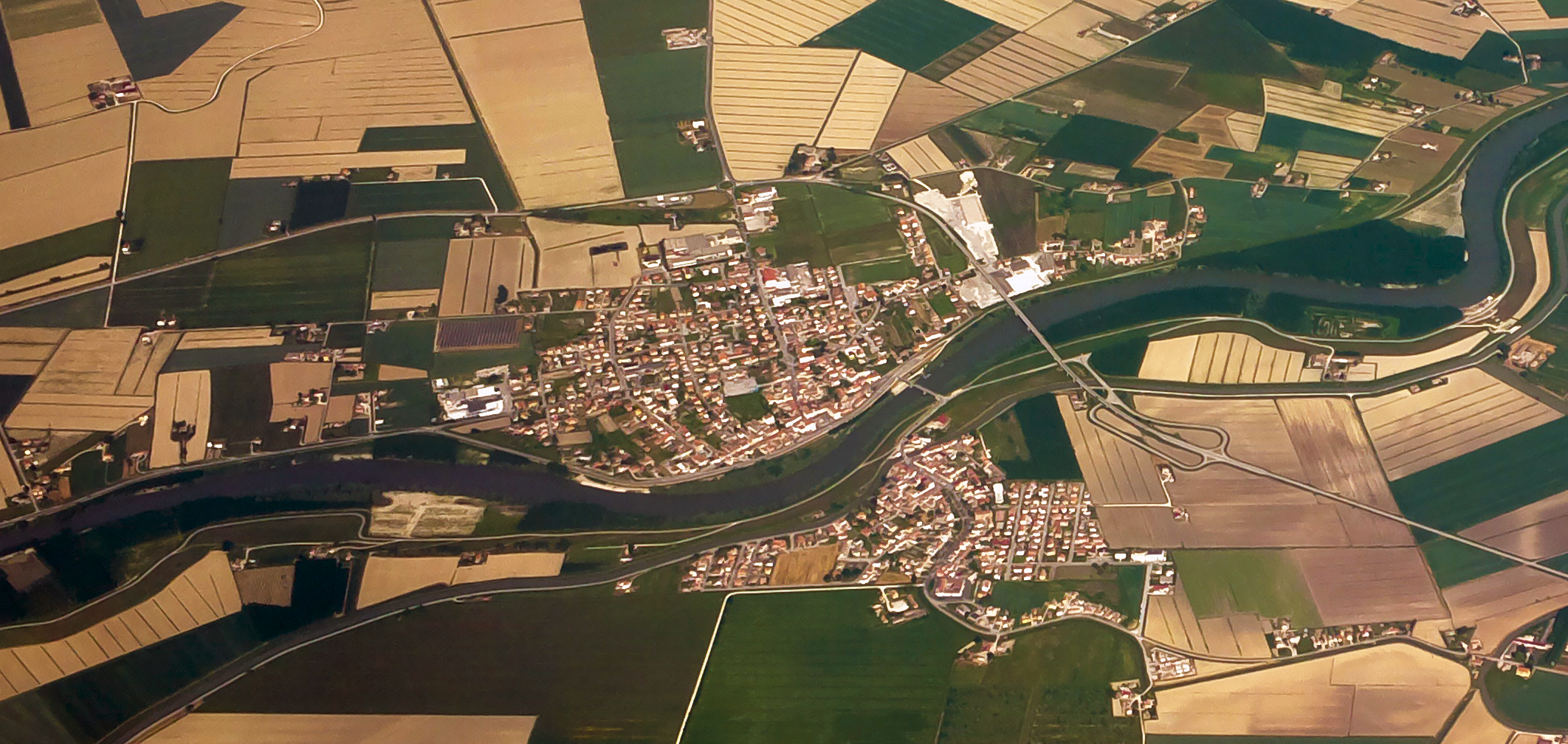
Ariano nel Polesine

La commune fait partie de la Polésine qui est une région géographique de la Vénétie, en Italie. Située entre le Pô et l'Adige, elle comprend la totalité de la province de Rovigo, la partie méridionale de la province de Vérone et une partie de la commune de Cavarzere dans la province de Venise.

la commune donne aussi le nom à l'Isola di Ariano, un territoire compris entre les bras du Pô de Goro, du Pô de Venise et du Po di Gnocca, faisant partie du delta du Pô. L'Isola di Ariano comprend les communes de Ariano nel Polesine, Corbola et Taglio di Po. La partie sud/ouest, longue d’environ 45 km, s’étend sur toute la longueur du Pô de Goro, lequel fait aussi frontière entre les régions de Vénétie et de l’Émilie-Romagne.
- Le territoire fait partie du parc régional du Delta du Pô et du parc interrégional du delta du Pô.
- Classification sismique en Italie: zone 4 (sismique très basse), selon l'ordonnance P.C.M. n. 3274 du 20 mars 2003, à jour le 16/01/2006.

### Territoire communal
Ariano nel Polesine est la plus longue commune de la province de Rovigo. Le territoire communal s’étend sur une quarantaine de km entre le hameau de S.Maria in Punta jusqu’à la localité de Bacucco, sur la mer Adriatique, et du hameau de Rivà jusqu’à la mer sur environ 20 km, la largeur n’est que de quelques centaines de mètres. À l’est de Rivà, la relative jeunesse du territoire est due au taglio di Porto Viro à l’œuvre de la Sérénissime de 1600 à 1604 ; ce qui a provoqué l’ensablement du territoire dont l’expansion est encore active aujourd’hui et, avec les communes de Porto Tolle et Porto Viro, est un cas unique en Italie.
Grandes villes voisines :
- Adria à 18 km par la SS495
- Rovigo à 40 km par la SS495 et la SS443
- Venise à 94 km

## Histoire
Le nom d’Ariano dérive probablement, comme beaucoup d’autres, de Atria (aujourd’hui Adria), antique cité étrusque sur la mer et la lagune à qui elle a aussi donné son nom.
.
Au Xe siècle, on trouve le nom Adriano (Hadriani ou Radriani), mais aussi Atriano devenu Ariano au Moyen Âge, après la rupture de Ficarolo qui forma la partie ouest de l'isola di Ariano.

### Époque romaine et Moyen Âge
Durant le IVe siècle av. J.-C. San Basilio déclina et fut supplanté par les centres de Adria et Spina, dans la période d’expansion maximale des Celtes.

Entre le IIIe et le IIe siècle av. J.-C., les Vénètes se fédérèrent aux Romains, avec lesquels ils s’opposèrent à leur ennemi commun, les Celtes ou Gaulois comme les nommaient les Romains.

Ariano était compris dans la Regio X Venetia et Histria au temps de l’empereur Auguste.

- Un important centre habité à l’époque romaine était localisé près de l’actuelle hameau de San Basilio, sur la Via Popilia, débutée en 132 av.J.-C. par le consul Publius Popillius Laenas.
- La carta la plus antique, la Table de Peutinger, indique Hadriani ou Radriani, relais de poste, entre Corniculani (Mezzogoro) au sud et Mària[3] au nord, le long de la via Popilia.
- De récentes découvertes archéologiques en Polésine ont mis au jour des dépôts d’ambre de la Baltique, accréditant l’hypothèse que le centre portuaire de San Basilio (avec Atria et Spina) fut un terminal de la route de l'ambre qui de la Baltique rejoignait les antiques colonies grecques avec lesquelles s’échangeait entre autres la céramique grecque antique.
- De la chute de l’Empire romain à la troisième guerre d'indépendance italienne, la commune a été une limite territoriale toujours sujet à conflits.
- Au Moyen Âge une route du sel qui de Venise, à travers la Fossa Clodia (lagune) et le Pô, rejoignait Ferrare et Ostiglia et de là, traversant la Fosse navigable (marais), se divisait en plusieurs réseaux sur les territoires milanais et mantovans[4].

Deux siècles de domination de Constantinople faisant suite à la sanglante et guerre des Goths (535-553) coïncidèrent avec un désastreux et long déclin économique et démographique, en présence d’une dure imposition fiscale. Le territoire faisait partie d’un domaine qui, au début des années 700, se réduisait progressivement à une bande de terre qui s’étendait de Chioggia à Comacchio (début des zones d’influence de Venise et Ravenne).

En 751, à la fin de l'exarchat byzantin, sous le roi Aistolf, le territoire comme tout le Nord de l’Italie passa dans le royaume lombard (sauf la Vénétie maritime) et se termina en 774 par la victoire des Francs conduits par Charlemagne. Ces descendants gouvernèrent jusqu’en 887 ce royaume d'Italie (Saint-Empire Romain).

Depuis cette époque, le pays connu l’anarchie féodale des évêques qui se succédèrent qui se succédèrent au pouvoir

### Maison d'Este
La période de domination de la Maison d'Este était caractérisée par une administration chaotique par rapport au pouvoir de l’archevêché d’Adria représentant l’état pontifical.
La double manière de gouverner des Este et les jeux d’alliance entre la politique impériale et papale, a occasionné de longs vides de pouvoir pendant le Moyen Âge, poussant les Este à s’approcher parfois du roi de France plutôt qu’avec l’empereur, avec des conséquences directes sur les rapports avec le pape, en présence d’une constante rivalité avec la république de Venise.
Au niveau géopolitique, l’absence de voies de communication viables rendait l’usage du fleuve indispensable pour le transport des hommes et des marchandises et depuis des temps très reculés, à proximité d’Ariano, se forma une petite communauté consacrée aux activités portuaires, à la pêche et activités économiques correspondantes.
- En 1163, Obizzo I d'Este aida le père d’Henri, Frédéric Barberousse, durant sa troisième descente en Italie, divisant même les possessions pontificales entre guelfes et gibelins.
- En 1195, Ariano, devient une commune de Ferrare et consignée à la maison d’Este par l’empereur Henri VI du Saint-Empire, pour avoir garanti la neutralité des communes du Nord pendant le voyage de celui-ci.
- En 1208, Azzo VI d'Este fut légitimé par le pape Innocent III pour gouverner le territoire en récompense de son adhésion à la ligue pontificale contre l’empereur Otton IV du Saint-Empire.
- En 1220, l’investiture de l’empereur Frédéric II du Saint-Empire à Azzo VII d'Este comprenait les communes de: Calaone, Cero, Baone, Rovigo, Adria, Ariano ecc.
- En 1308, à la suite de la guerre de Ferrare, la seigneurie d’Ariano fut assignée au marquis Francesco d'Este (it), frère d’Azzo VIII d'Este.
- En 1328, le prince Bertoldo d'Este (it) († 1343)[5], marquis d’Ancône et seigneur du district d’Ariano, institua un conseil communal.
- En 1471, le passage du marquisat au Duché de Ferrare, comprenait les territoires faisant partie de la Transpadana Ferrarese.
- Le 7 août 1484, avec la paix de Bagnolo, Hercule Ier d'Este redonne Ariano avec Adria, Corbola, Melara, Castelnuovo, Ficarolo et Castelguglielmo, perdus pendant la guerre du sel contre Venise[6]

### Époque moderne

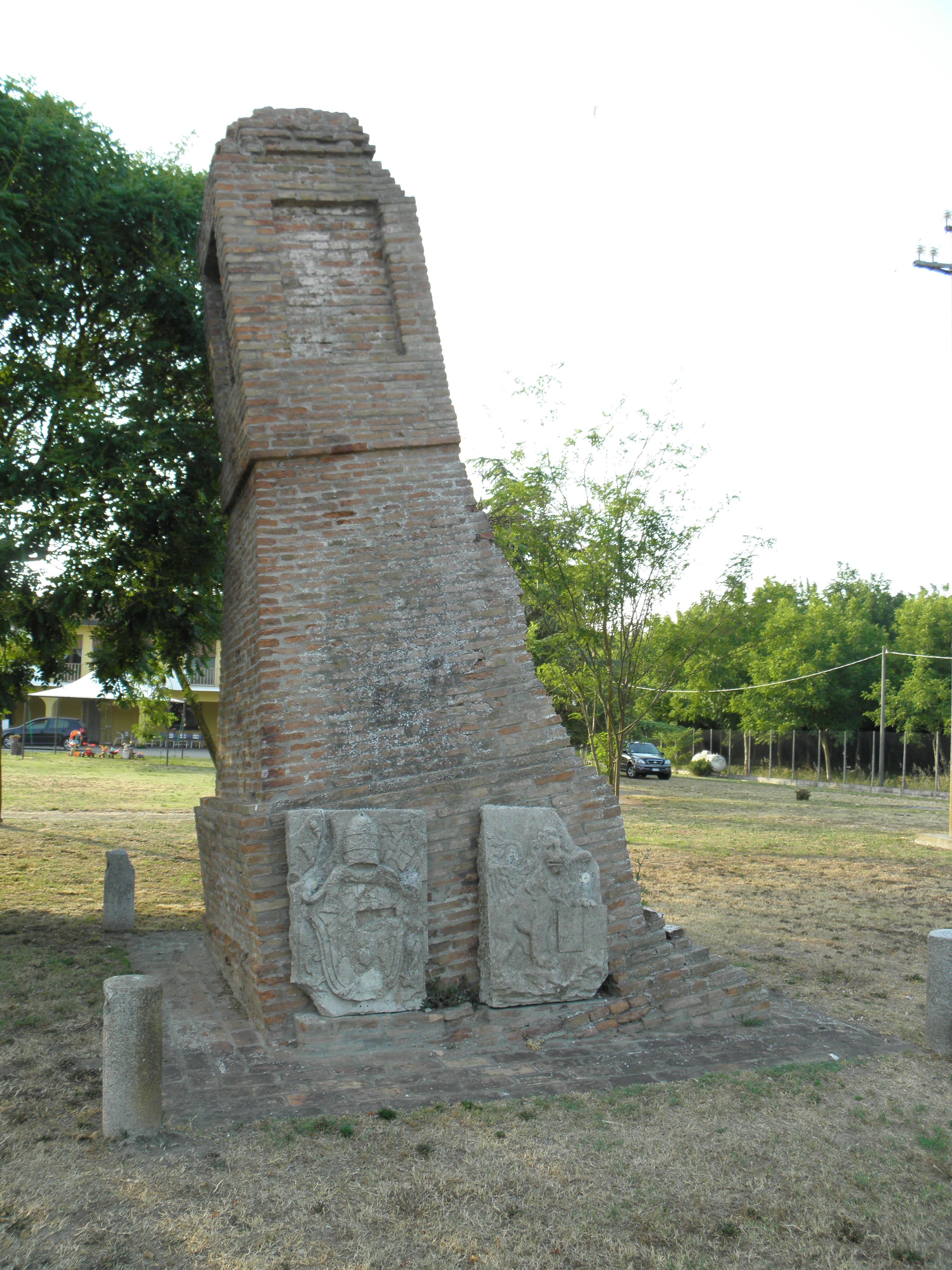
La borne frontière, localement appelée "La Torre"

- En 1509, durant la guerre de la Ligue de Cambrai les troupes vénitiennes occupèrent aussi le territoire d’Ariano au cours des opérations militaire pour combattre le duc Alphonse Ier d'Este, allié des Français.
- Le 27 octobre 1597, à la mort de Alphonse II d'Este, sans héritier direct, le pape Clément VIII annexe le duché de Ferrare à l’état pontifical, n’acceptant pas la succession d’Alphonse à son cousin César d'Este.
- En 1691, le cardinal Marcello Durazzo, archevêque de Ferrare, reforme le statut communal..
- En 1751, officialisation des confins de l’Isola di Ariano qui feront frontière entre la république de Venise et l’état pontifical jusqu’à l’invasion par Napoléon Bonaparte en 1796.
- Le 9 juillet 1797, Ariano se trouve dans la République cisalpine, puis dans la fusion avec la République transalpine.
- Le 17 octobre 1797, à la suite de la coalition anti-française, le traité de Campoformio officialise le passage des ex-territoires de la Sérénissime à l’empire d'Autriche.
- Au 26 janvier 1802, Ariano fait partie de la République italienne.
- Du 18 mars 1805 à avril 1814, Ariano fait partie du royaume d'Italie (1805-1814) avec Napoléon comme premier président et puis roi.

Administrativement incorporé dans le département du Bas-Pô, district de Comacchio, avec chef-lieu Ferrare, at au 22 décembre 1807, dans le département Adriatique, district d’Adria, chef-lieu Venise.
- En 1809, l’imposition d’une taxe sur les produits moulus, par le gouvernement français, provoque une révolte des paysans à Ariano, Adria, Lendinara et Rovigo.
- Le 13 octobre 1812, une rupture des digues du Pô noya toute l'isola[7].
- 16-19 octobre 1813, à la suite de la défaite de Napoléon à la bataille de Leipzig (1813), les troupes autrichiennes entre en Polesine et assume l’administration du territoire.
- Le 7 avril 1815, après la Restauration œuvre du congrès de Vienne, Ariano fait partie du royaume lombardo-vénitien, avec l’empereur François Ier d'Autriche.

### Époque contemporaine
- Le 7 avril 1815, Ariano est inclus dans la province de Venise comme chef-lieu du district VI, comprenant aussi les communes de Corbola, Taglio di Po et San Nicolò (dénommé Porto Tolle en 1867)[8].
- En 1851, avec d’autres communes du delta, Ariano se détache de la province de Venise et entre dans la province du Polesine, institué en 1815.
- Par la résolution du 28 janvier 1853 qui définit le découpage territorial de la province Vénète, Ariano vient à être inséré dans la province de Rovigo en maintenant sa fonction de chef de district.
- le 23 juin 1866, début de la troisième guerre d'indépendance italienne et abandon définitif du territoire par les troupes autrichiennes chassées par l’armée du général Enrico Cialdini. Ariano fut la première commune Vénète à être occupée et annexée au royaume d'Italie (1861-1946).
- Par décret du 13 octobre 1866, la commune entre dans la province de Rovigo.
- En 1866, pour le distingué des autres Ariano, le nom fut complété par nel Polesine.
- Le 8 février 1921, les fascistes assassinèrent Ermenegildo Fonsatti, maire socialiste de Ariano[9].

## Économie
Dans les temps antiques la nature des lieux déterminait directement l’économie. L'ambiance marécageuse était alimentée par le Pô qui apportait ses sédiments fertiles, utiles autant à l’agriculture que pour le développement de l’élevage ; d’un autre côté le manque d’opérations de canalisation des eaux rendait le sort de la communauté sujet aux aléas climatiques et aux caprices du fleuve.

L'expansion démographique maximum coïncide avec la grande alluvion du Polesine de novembre 1951. Si le territoire d’Ariano ne fut pas directement touché, le boom économique italien provoqua la grande migration interne vers le triangle industriel du Nord-Ouest (Milan, Turin, Gênes).
L'économie jusqu’au années 1970, principalement basée sur l’agriculture, passa progressivement vers l’artisanat, les petites entreprises et le secteur tertiaire. Industrie alimentaire, conserverie et de distribution commerciale des produits de la pêche. Activités manufacturières, mécanique, travail du marbre.

## Administration
| Période                                  | Période  | Identité          | Étiquette    | Qualité |
| ---------------------------------------- | -------- | ----------------- | ------------ | ------- |
| 08/06/2009                               | En cours | Giovanni Chillemi | Centre droit |         |
| Les données manquantes sont à compléter. |          |                   |              |         |

### Hameaux
Bacucco, Crociara, Gorino Veneto, Grillara, Magazzini, Piano, Rivà, San Basilio, Santamaria in Punta

### Communes limitrophes
Berra, Corbola, Goro, Mesola, Papozze, Porto Tolle, Taglio di Po

## Population

### Évolution de la population en janvier de chaque année
| 1871  | 1901  | 1921   | 1951   | 1961  | 1971  | 1981  | 1991  | 2001  |
| ----- | ----- | ------ | ------ | ----- | ----- | ----- | ----- | ----- |
| 4 377 | 6 688 | 10 911 | 12 770 | 8 333 | 6 299 | 5 584 | 5 239 | 4 882 |

| 2011  | - | - | - | - | - | - | - | - |
| ----- | - | - | - | - | - | - | - | - |
| 4 608 | - | - | - | - | - | - | - | - |

## Jumelage
- Pont-Sainte-Marie (France).

## Monuments et lieux d’intérêt

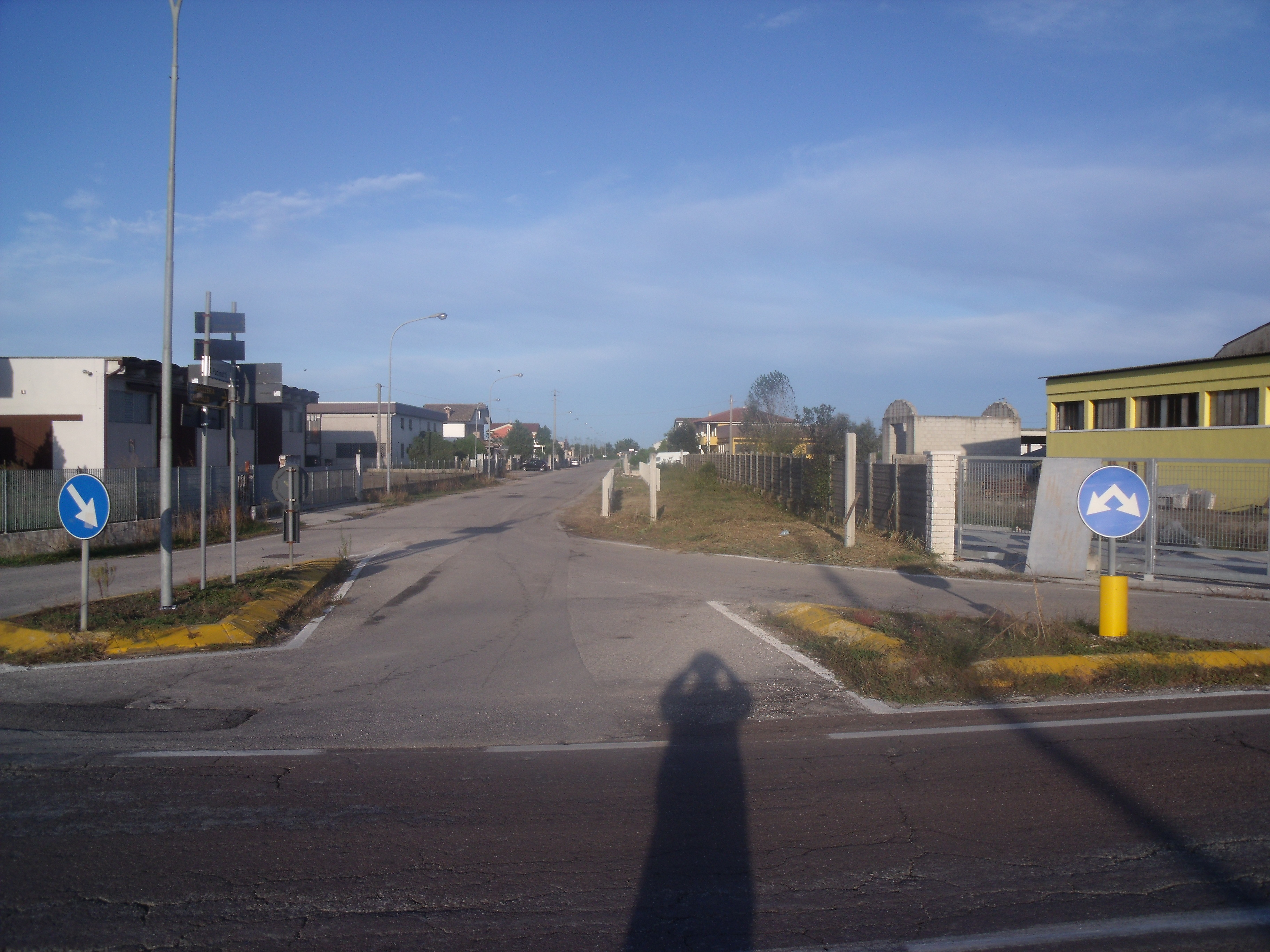
Entrée ouest de la zone artisanale Ramello-Botteghino
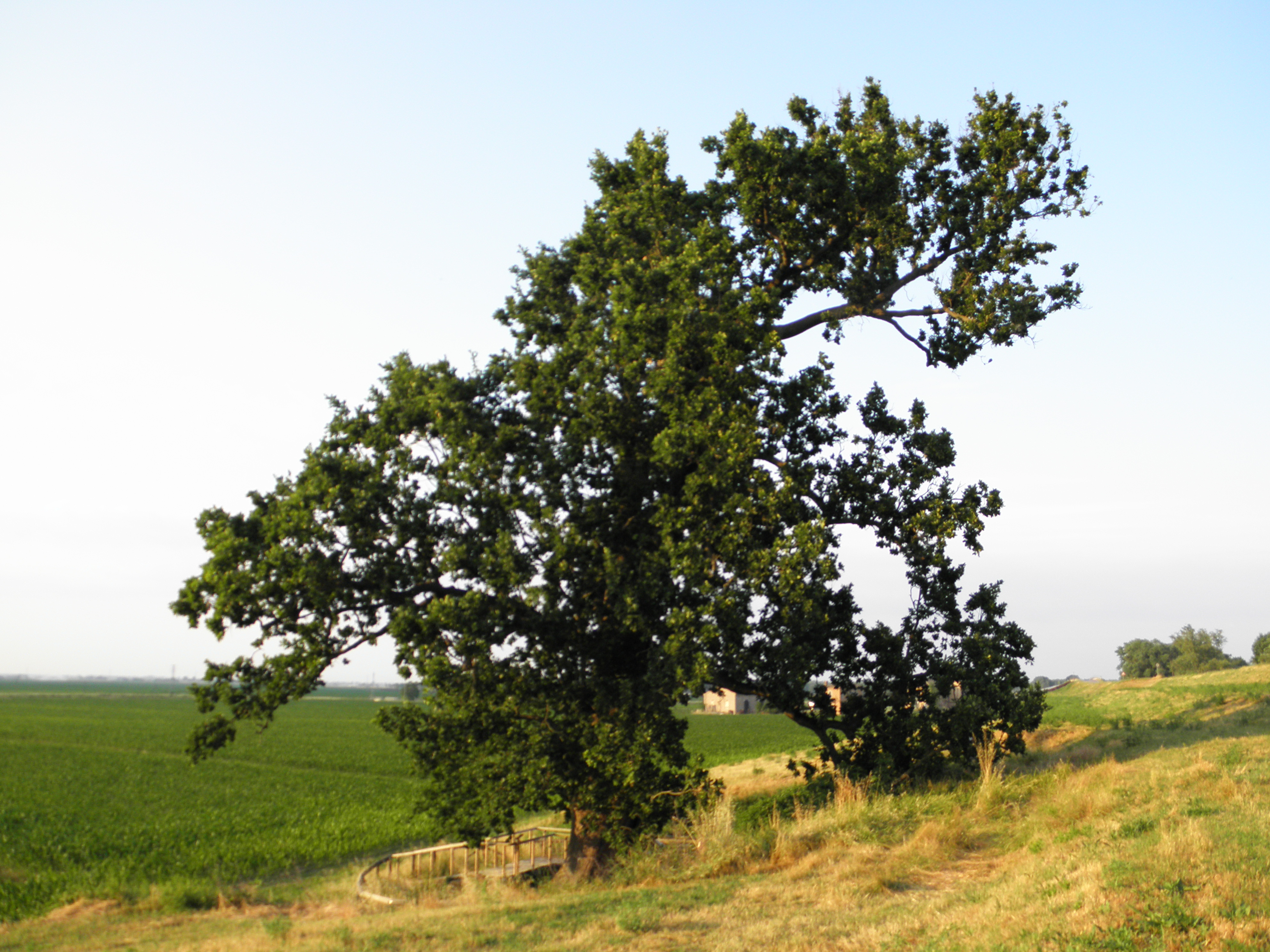
La "rovra", chêne
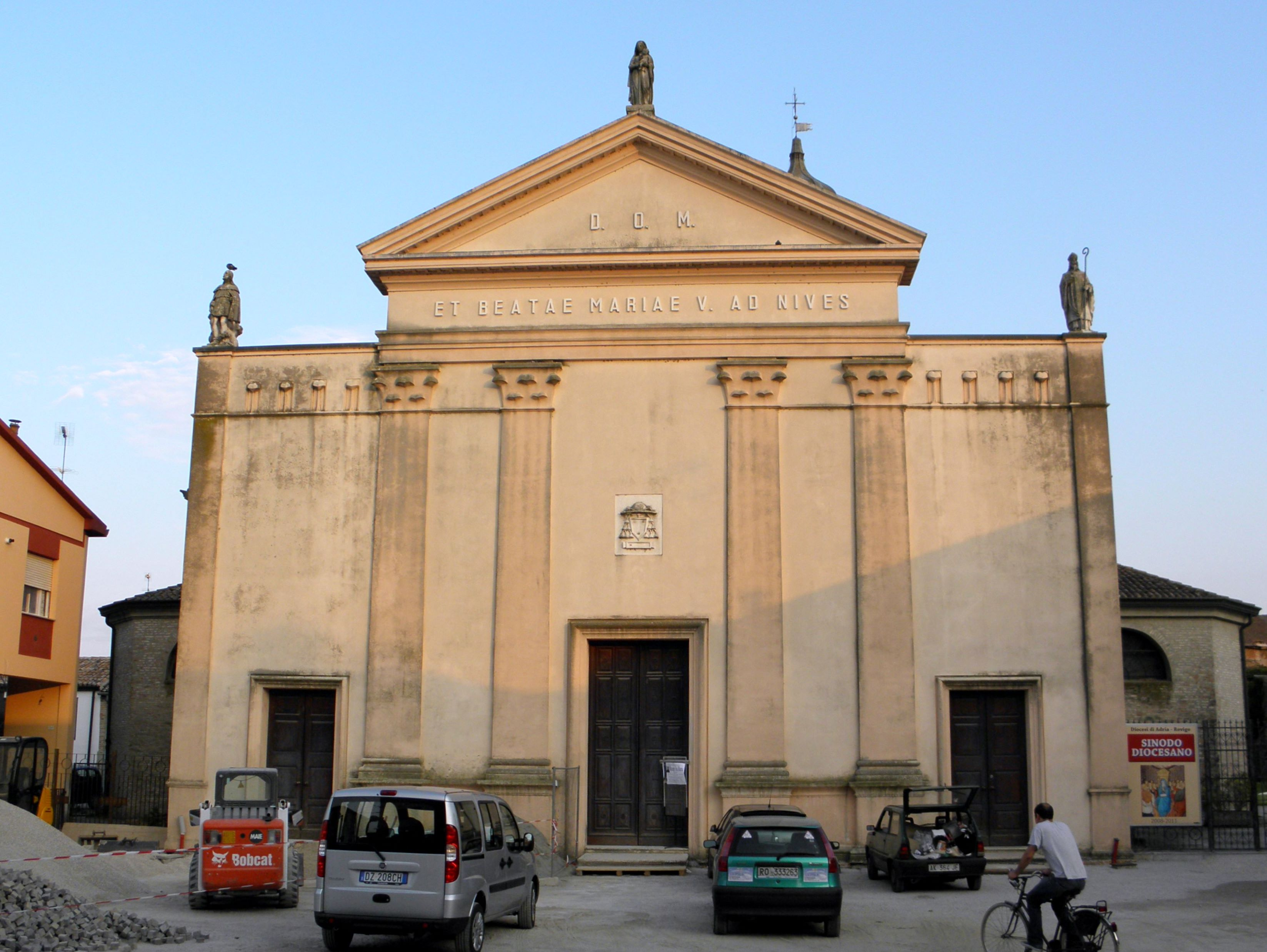
La façade de Santa Maria della Neve
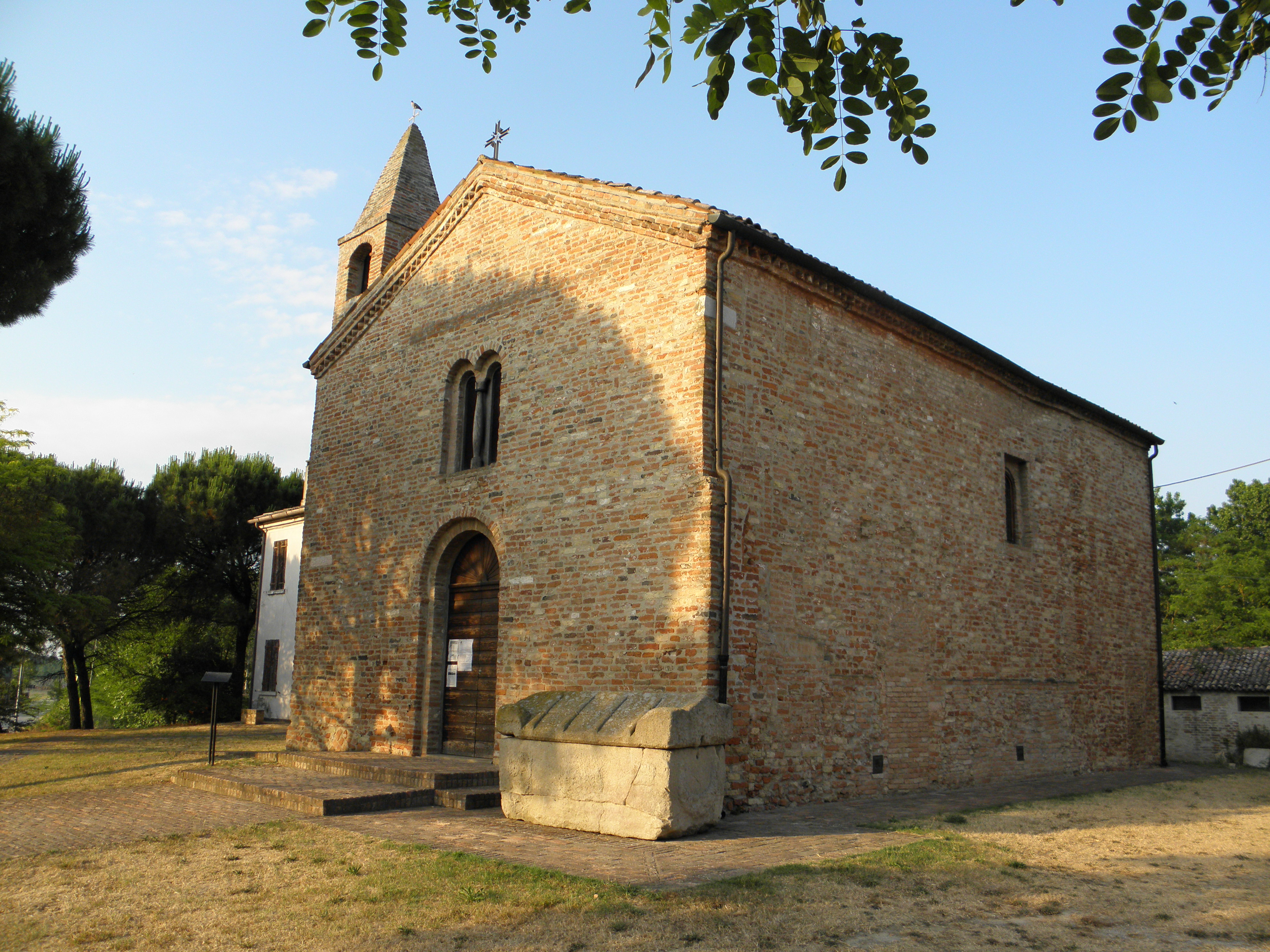
San Basilio, église San Basilio du IXe siècle

- Il palazzo municipal,
- Paroisse "Madonna della Neve", la plus ancienne de la commune (1600).
- Paroisse "San Rocco" di Rivà,
- Paroisse "Agostino d'Ippona" de Grillara;
- Paroisse "S.Giovanni Evangelista" de Piano;
- Paroisse "Natività della Beata Vergine Maria" de Santa Maria in Punta (1948).
- Paroisse "San Basilio" de San Basilio, du IXe siècle.
- Paroisse "San Gaetano" de Gorino.

## Sacre, foire et marché
- Fête patronale et sacre de Ariano le 7 août.
- Santa Maria in Punta: 13 juin,
- San Basilio: 14 juin,
- Rivà: 16 août;
- Grillara: 28 août;
- Crociara: 8 septembre "Natività della Beata Vergine Maria";
- San Bellino: 26 novembre "San Bellino di Padova"

- Le marché hebdomadaire le lundi à Ariano.
- La foire de Ariano, d’origine médiévale, instituée en 1690 et fixée au mois de septembre

## Infrastructure
- Transport public : d’Ariano et des principaux hameaux desservis par la ligne d’autobus qui relie le chef-lieu Rovigo, Padoue et Ferrare.
- Aéroports :
  - aéroport de Bologne-Guglielmo Marconi (km 102)
  - aéroport de Venise-Tessera (km 87),
  - aéroport de Vérone (km 140),
  - aéroport de Padoue (km 75).

## Note
1. ↑  (it) Popolazione residente e bilancio demografico sur le site de l'ISTAT.
2. ↑  Dizionario di toponomastica, edizione UTET, 1990
3. ↑  Miroir lagunaire défini par Pline l’Ancien "Arianorum Paludes quae Septem Mària appellantur" - Naturalis historia vol. III Cap. 16.
4. ↑  En date de 1251, le premier document par lequel Venise, dont les salines commençaient à être insuffisantes pour répondre à la demande du marché, promettait de vendre à Ferrare, Mantoue et Milan, du sel de mer de la Méditerranée et non local. HOCQUET 1991, p. 27
5. ↑  titolo=Este medioevale PERIODO QUARTO 1405 - 1850. consulté le 06-07-2010
6. ↑  Le saline dei veneziani e la crisi del Medioevo, di J.C. Hocquet - Il Veltro (it), 1993
7. ↑  Corografia dell'Italia - Giovanni Battista Rampoldi, pag 119 vol.I - Antonio Fontana - Milano MDCCCXXXII
8. ↑  "La provincia di Venezia", A.Stangherlin, Venezia 1968
9. ↑  http:(togli_questo) //cronologia.leonardo.it/fascismo/fasc000.htm

## Sources
- (it) Cet article est partiellement ou en totalité issu de l’article de Wikipédia en italien intitulé « Ariano nel Polesine » (voir la liste des auteurs) le 18/10/2012.